# Селбањоне (Форли-Чезена)
Селбањоне је насеље у Италији у округу Форли-Чезена, региону Емилија-Ромања.
Према процени из 2011. у насељу је живело 708 становника. Насеље се налази на надморској висини од 34 м.